# Flosskanal

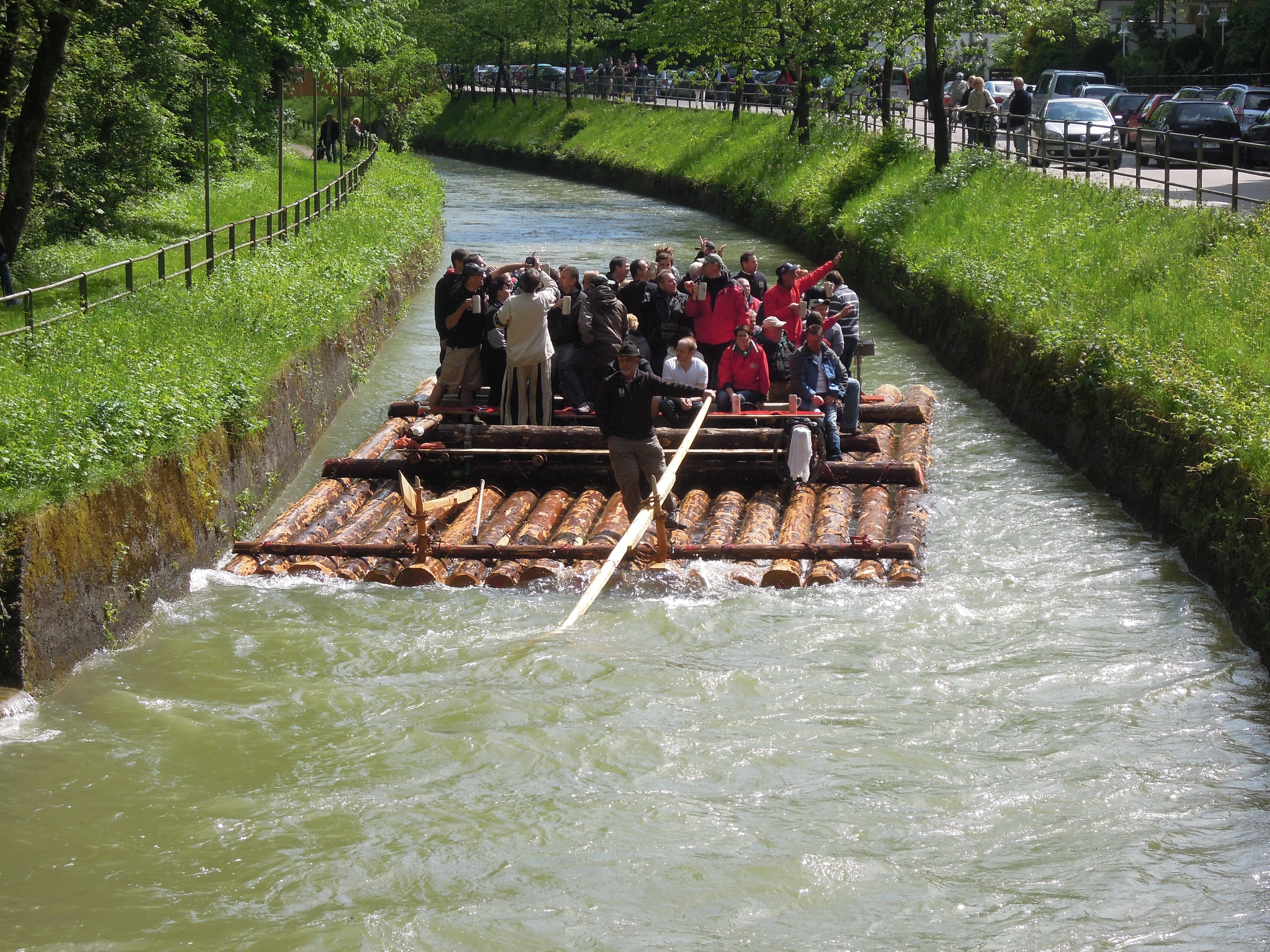
Radeau sur le canal

Le Flosskanal (également appelé Ländkanal) est un canal urbain situé dans le district de Munich Thalkirchen. Il a été construit à la fin du 19e siècle pour la navigation sur l'Isar comme accès à la nouvelle zone centrale. Aujourd'hui, des promenades en radeau y sont organisées et il est utilisé pour faire du canoë et du rafting. 

## Cours

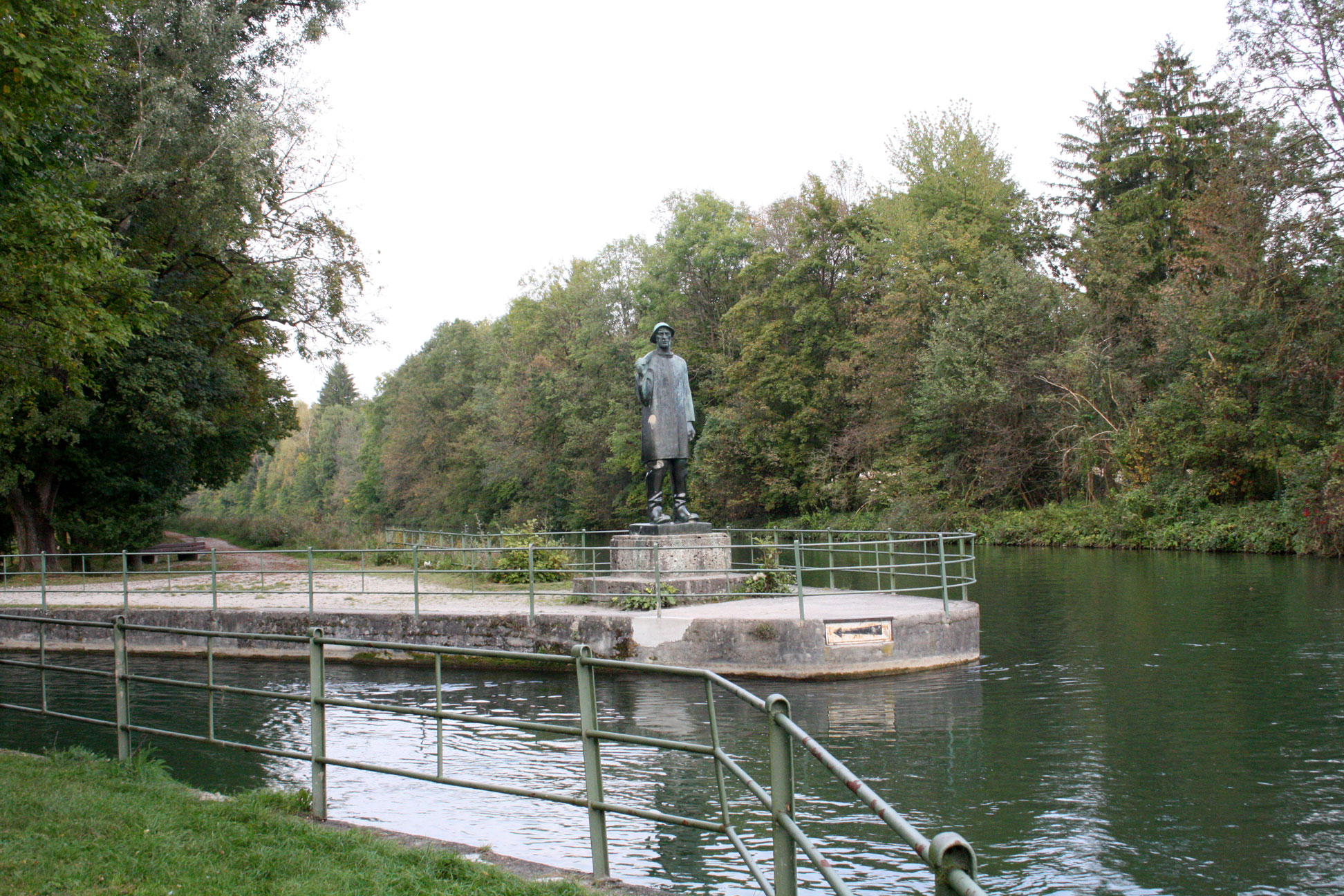
Branche du Flosskanal de l'Isar-Werkkanal

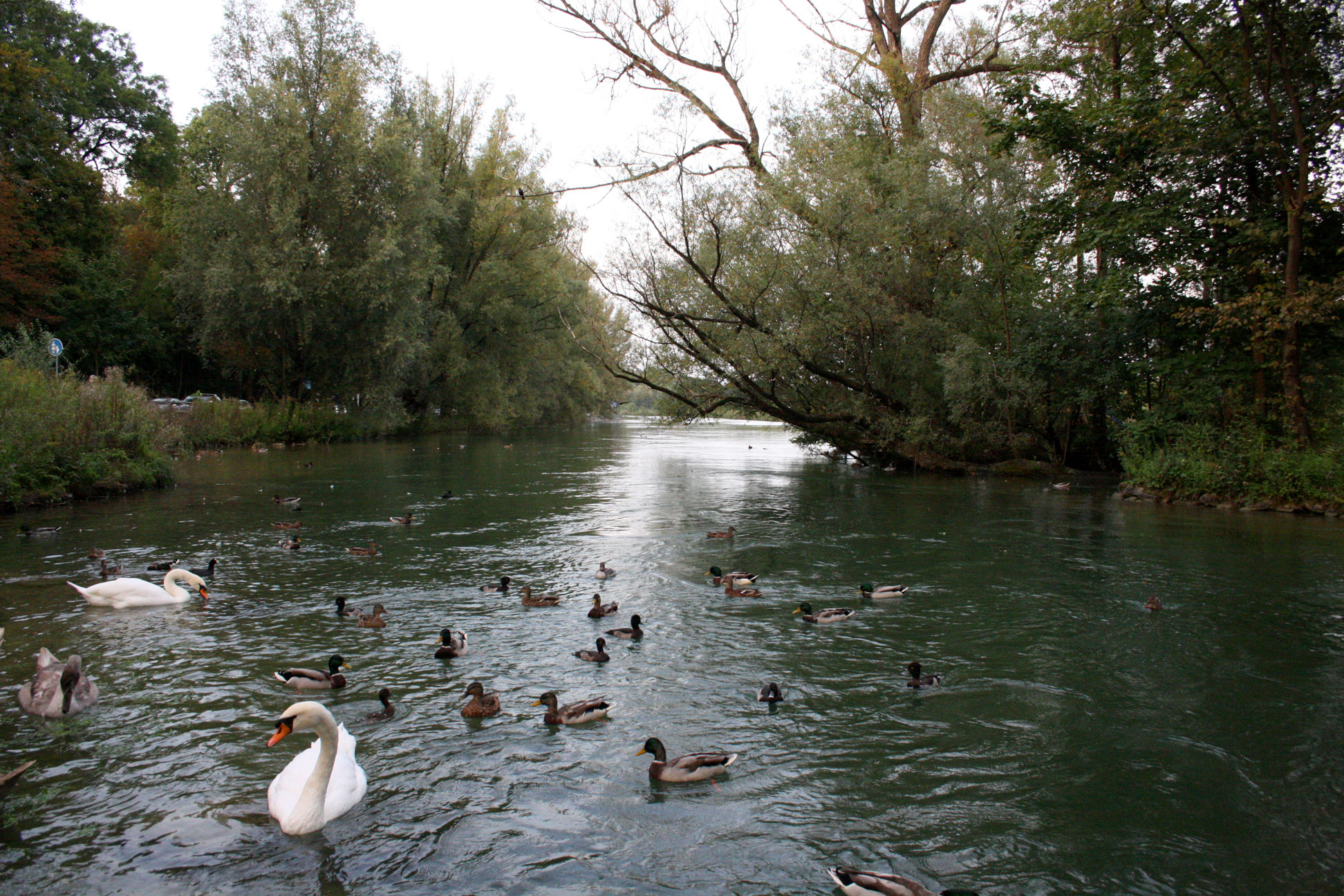
Rivière Mühlbach à l'embouchure de l'Isar-Werkkanal

La longueur totale du cours d'eau de 2,3 km est imputable au Flosskanal lui-même, pour environ 950 m, à la zone centrale pour environ 500 m et à la rivière Mühlbach pour 850 m. Le débit d'eau est d'environ 8 mètres cubes par seconde.

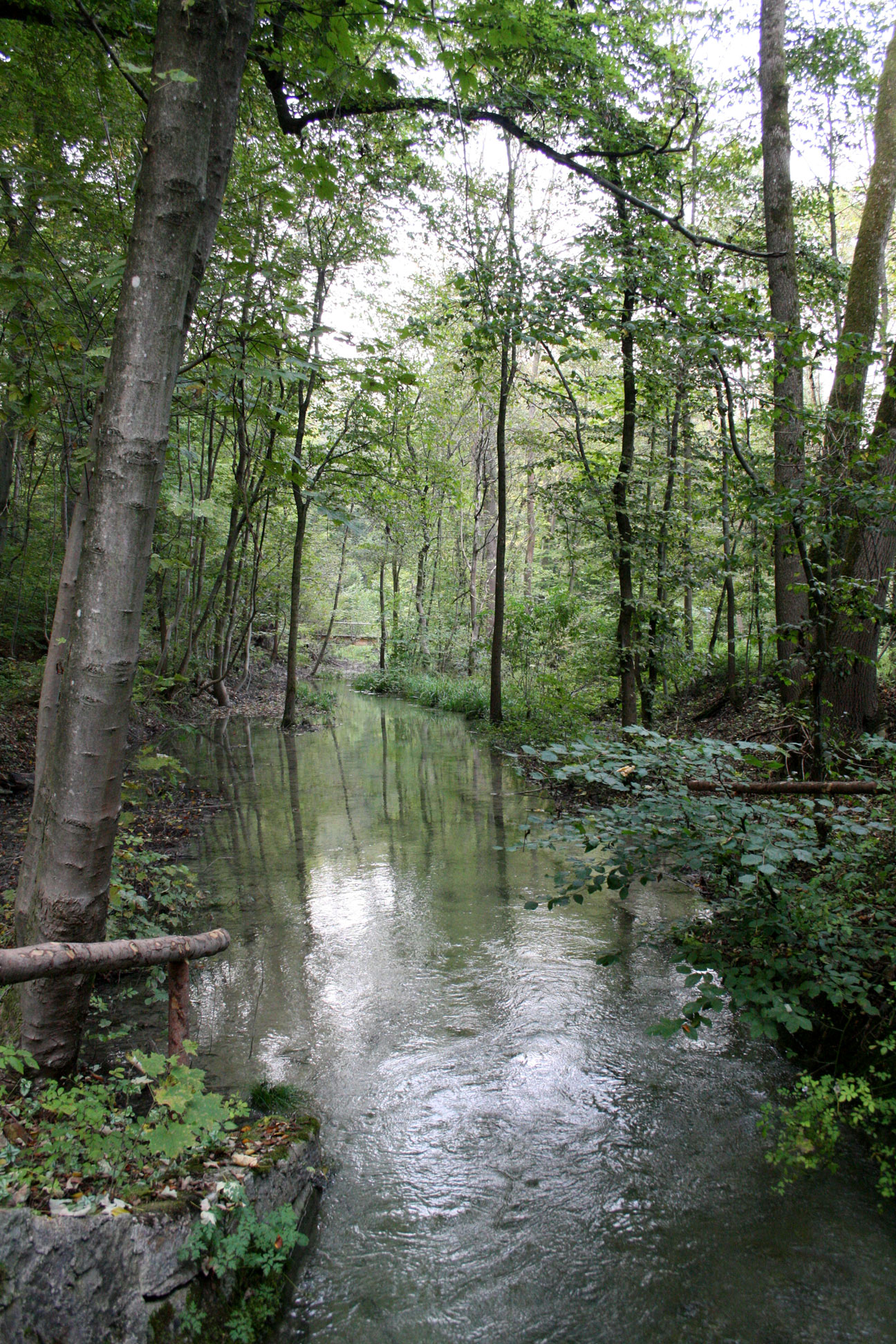
Maria-Einsiedelbach

## Entrées

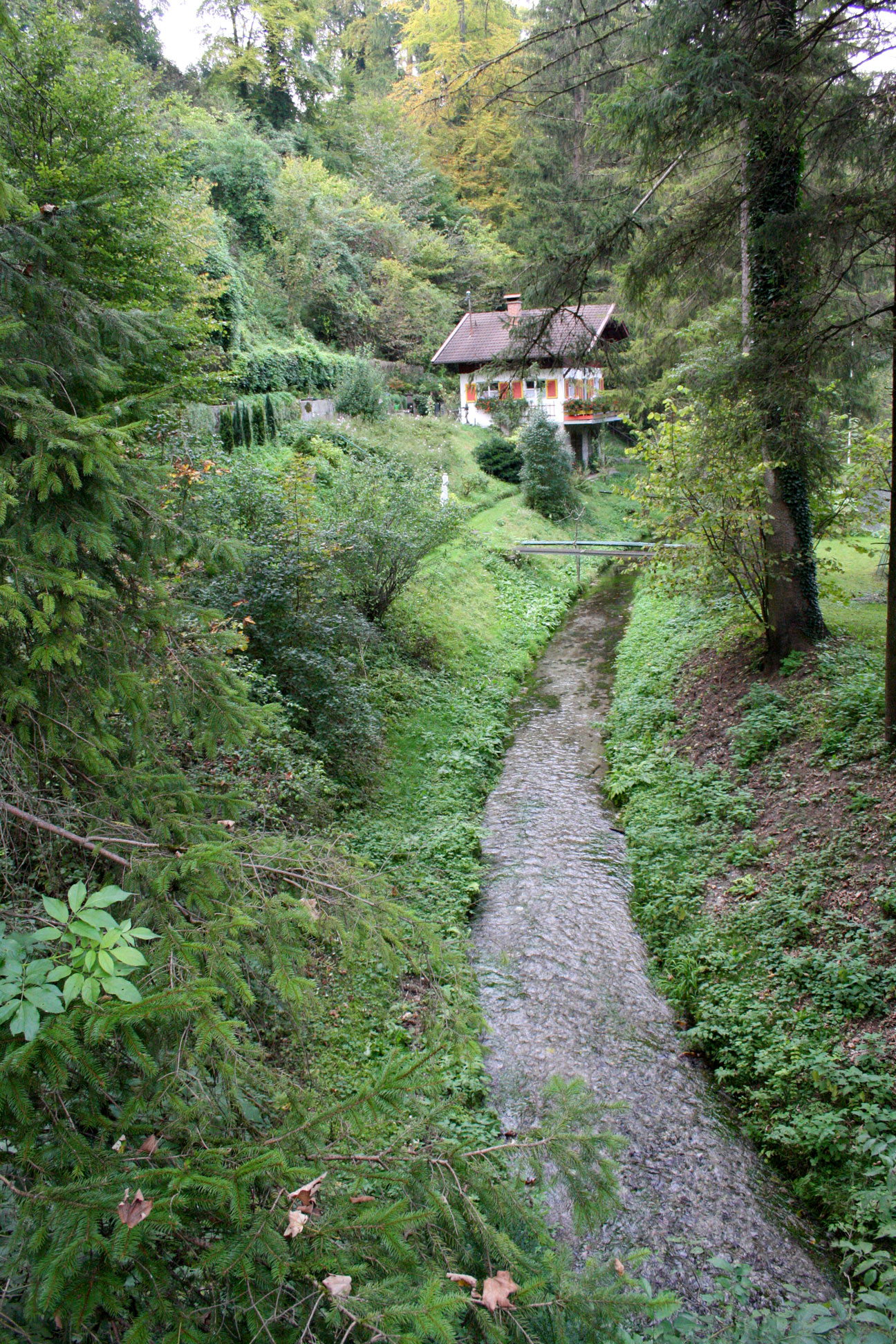
Wenzbach

Le seul affluent majeur du canal est le Wenzbach, qui prend sa source à Pullach im Isartal et, après environ 1 km, se jette dans le canal.  
Les deux plus petits affluents du lac Hinterbrühler se jettent également dans le canal. 

## Usages

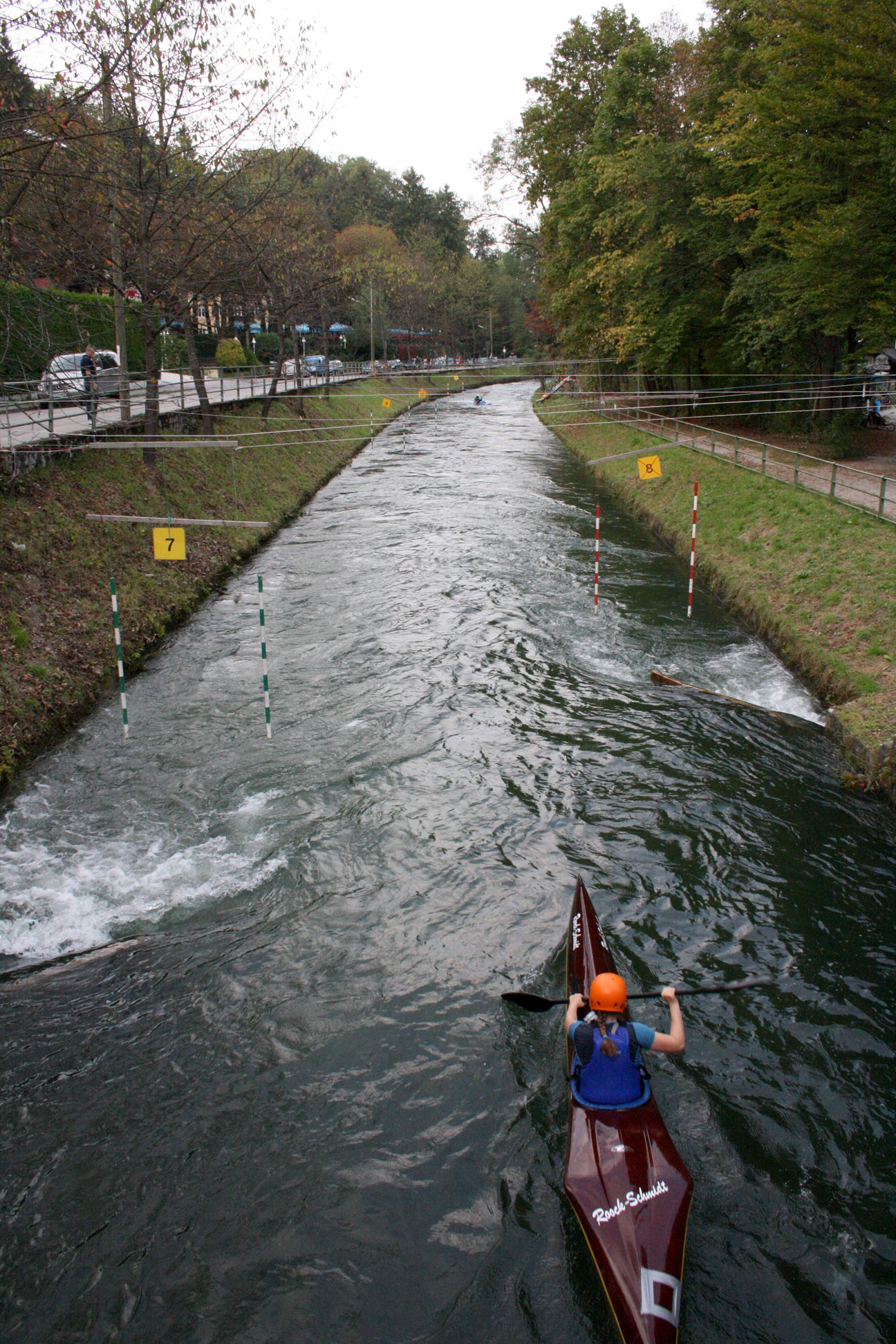
Canoë slalom sur le canal

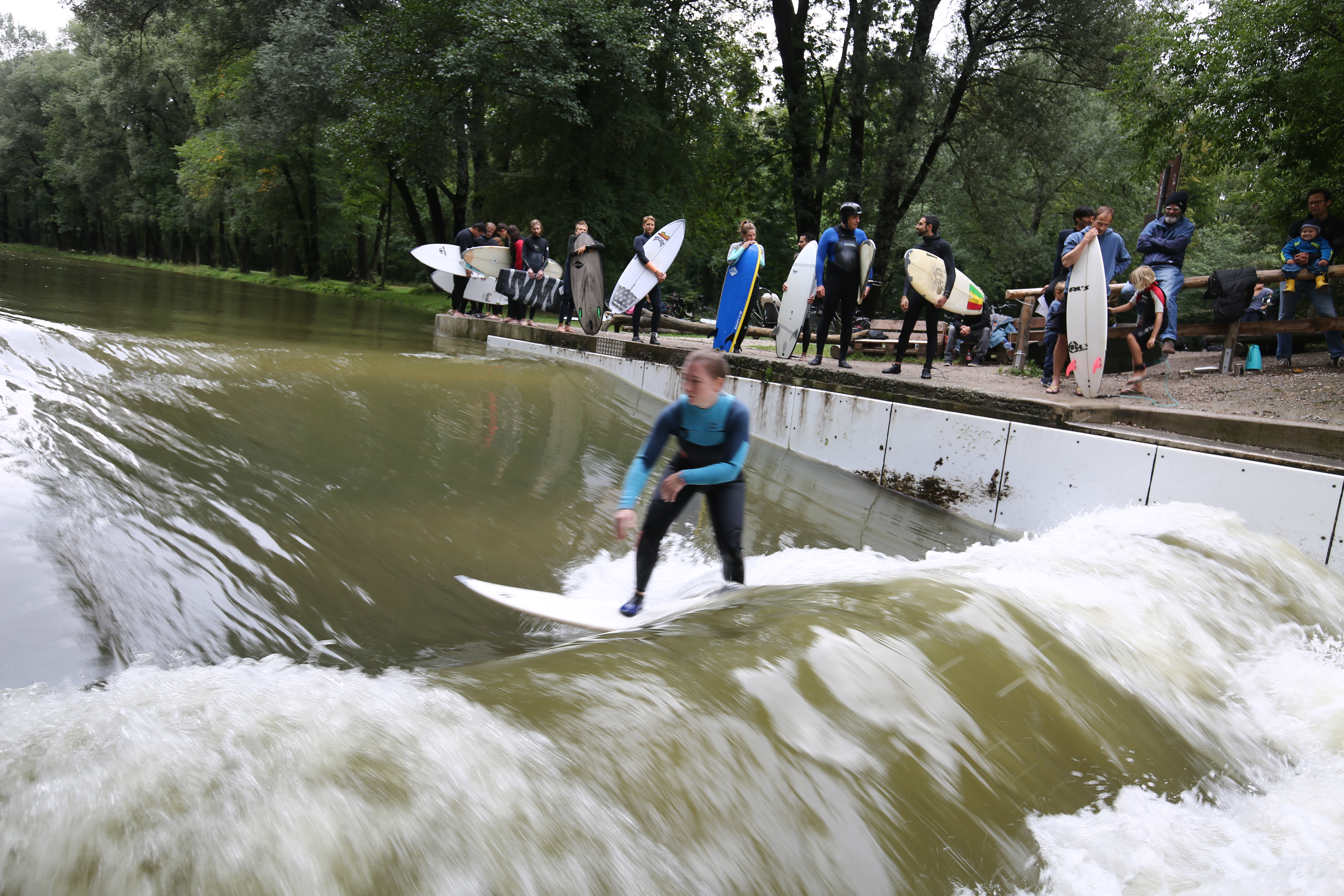
Surf sur le secteur de rafting

Le canal est la dernière étape empruntée par les grands radeaux aux puissants troncs d’arbres utilisés pour le divertissement sur l’Isar depuis Wolfratshausen. Les radeaux sont dirigés peu avant Munich dans le canal Isar-Werkkanal, et finissent leur parcours sur les terres centrales. 
Les zones de rafting servent également de voies officielles pour le canotage. Les nombreux clubs de canoë munichois l'utilisent comme terrain d'entraînement. Chaque année, des compétitions importantes y sont organisées, telles que le Munich Kanutriathlon ou le Munich Canoe Slalom. 
Le canal est également utilisé par les surfeurs : la vague qui se dresse au confluent du canal est l’une des plus connues d’Europe et, après Eisbach, le deuxième plus grand spot de surf de Munich. 